# ニッキー・カイペル
ニッキー・カイペル（Nicky Kuiper, 1989年6月7日 - ）は、オランダ・ヘルダーラント州アーネム出身のサッカー選手。ポジションはDF（主に左サイドバック）。

## 経歴
オランダU-21代表に選出された経歴を持つ。2016年9月6日、エールディヴィジのヴィレムIIからエールステ・ディヴィジのFCアイントホーフェンに移籍した。

## タイトル
トゥヴェンテ
- エールディヴィジ : 2009-10
- ヨハン・クライフ・スハール : 2010, 2011
- KNVBカップ : 2011